# Soltannuxa
Soltannuxa è un comune dell'Azerbaigian situato nel distretto di Qəbələ. Conta una popolazione di 2 261 abitanti.